# Alexandre d'Antioquia
Alexandre d'Antioquia era un amic de Marc Antoni citat per Plutarc que va adquirir bons coneixements de la llengua siríaca, i va actuar com intèrpret entre Marc Antoni i un Mitridates que li va revelar els plans dels Parts, el que va salvar als romans d'una derrota, el 36 aC.